# 493 Griseldis
Griseldis (asteroide 493) é um asteroide da cintura principal com um diâmetro de 46,41 quilómetros, a 2,5896205 UA. Possui uma excentricidade de 0,1703485 e um período orbital de 2 014,21 dias (5,52 anos).
Griseldis tem uma velocidade orbital média de 16,85864017 km/s e uma inclinação de 15,14837º.
Esse asteroide foi descoberto em 7 de setembro de 1902 por Max Wolf.